# انفجار اکتبر ۲۰۱۷ اندونزی
انفجار اکتبر ۲۰۱۷ اندونزی روز پنجشنبه ۲۶ اکتبر در یک کارخانه تولید وسایل آتشبازی در منطقه تانگرانگ رخ داد که نزدیک به ۴۷ نفر کشته و ده‌ها نفر زخمی شدند.

## شرح و علت انفجار
انفجارها در حالی رخ داد که ۱۰۳ کارگر در حال کار در این کارخانه در تانگرانگ یک مرکز صنعتی و تولیدی پرجمعیت در استان باتن در غرب جاکارتا پایتخت اندونزی بودند بر اساس گزارش‌ها علت انفجار مشکل برق و اتصالات برقی این کارخانه بوده‌است ولی همچنان تحقیقات ادامه دارد.

## کشته و زخمی
در این انفجارها ۴۷ نفر جان خود را از دست دادند و ده‌ها نفر نیز زخمی شدند. اجساد قربانیان برای شناسایی به بیمارستان پلیس و طبق آخرین خبرها بیش از ۴۰ مجروح به بیمارستان منتقل شده‌اند.

## پیشینه
در سپتامبر ۲۰۱۷ نیز انفجاری در یک کارخانه تولید مواد آتشبازی که به‌طور غیرقانونی در هند کار می‌کرد اتفاق افتاد که باعث کشته شدن ۸ نفر و زخمی شدن بیش از ۲۵ نفر شده بود.